# معود (السدة)

تعديل مصدري - تعديل

معود هي إحدى قرى عزلة بني الحارث بمديرية السدة التابعة لمحافظة إب، بلغ تعداد سكانها 97 نسمة حسب تعداد اليمن لعام 2004.